# Madball
Madball és un grup de hardcore punk de la ciutat de Nova York que va néixer a finals de la dècada del 1980 com un projecte paral·lel d'Agnostic Front. La banda va començar després que el cantant Roger Miret donés l'oportunitat al seu germà petit, Freddy Cricien, d'agafar el micròfon i cantar durant els concerts d'Agnostic Front.

## Història
Madball va ser fundat el 1988 i la majoria de components d'Agnostic Front eren part de la formació inicial de Madball: Vinnie Stigma tocava la guitarra, Will Shepler la bateria, Roger Miret el baix i Freddy Cricien, amb només 12 anys, cantava. En els primers concerts Madball tocava cançons descartades per Agnostic Front. La primera publicació de Madball va ser l'EP Ball of Destruction el 1989. Després de diversos anys de fer concerts a l'àrea de Nova York, un segon guitarrista, Matt Henderson, s'uní a la banda i publicaren l'EP Droppin' Many Suckers amb Wreckage Records. Un any després, Roger Miret abandonaria la banda i va ser reemplaçat pel baixista Jorge «Hoya Roc» Guerra. El 1994 van editar el disc Set It Off i el 1996 Demonstrating My Style.
El grup comptava ja amb Cricien, Henderson, Guerra i el nou bateria John Lafita el 1998 quan van llançar el disc Look My Way. Dos anys després, amb la mateixa formació, apareixeria Hold It Down. El 2001 la banda va anunciar una parada i l'any 2002 va retornar amb els nous components Brian Daniels i Rigg Ross. D'aleshores ençà, Madball ha publicat: Best of Madball el 2003, NYHC el 2004, Legacy el 2005 i el disc Infiltrate the System el 2007. L'any 2009, Rigg Ross va deixar la banda per unir-se a Skarhead i va ser reemplaçat per Ben Dassault.
El febrer de 2010, Madball signà un contracte amb Nuclear Bast Records per al llançament europeu de disc Empire produït per Erik Rutan de Cannibal Corpse.
L'octubre del 2017 van anunciar que Brian Daniels havia deixat Madball. L'any següent, Madball va publicar el seu novè àlbum d'estudi, For the Cause. El gener de 2019, Madball va comunicar que el seu guitarrista de gira, Mike Gurnari, es convertia en membre oficial del grup.

## Discografia
Àlbums d'estudi
- Set It Off (1994)[5]
- Demonstrating My Style (1996)
- Look My Way (1998)
- Hold It Down (2000)
- Best of Madball (2003, recopilatori)
- Legacy (2005)
- Infiltrate the System (2007)
- Empire (2010)
- Hardcore Lives (2014)
- For the Cause (2018)[6]

EP
- Ball of Destruction (1989)
- Droppin' Many Suckers (1992)
- N.Y.H.C. EP (2004)
- Rebellion (2012)